# Cean, Satu Mare
Cean este un sat în comuna Săuca din județul Satu Mare, Transilvania, România.

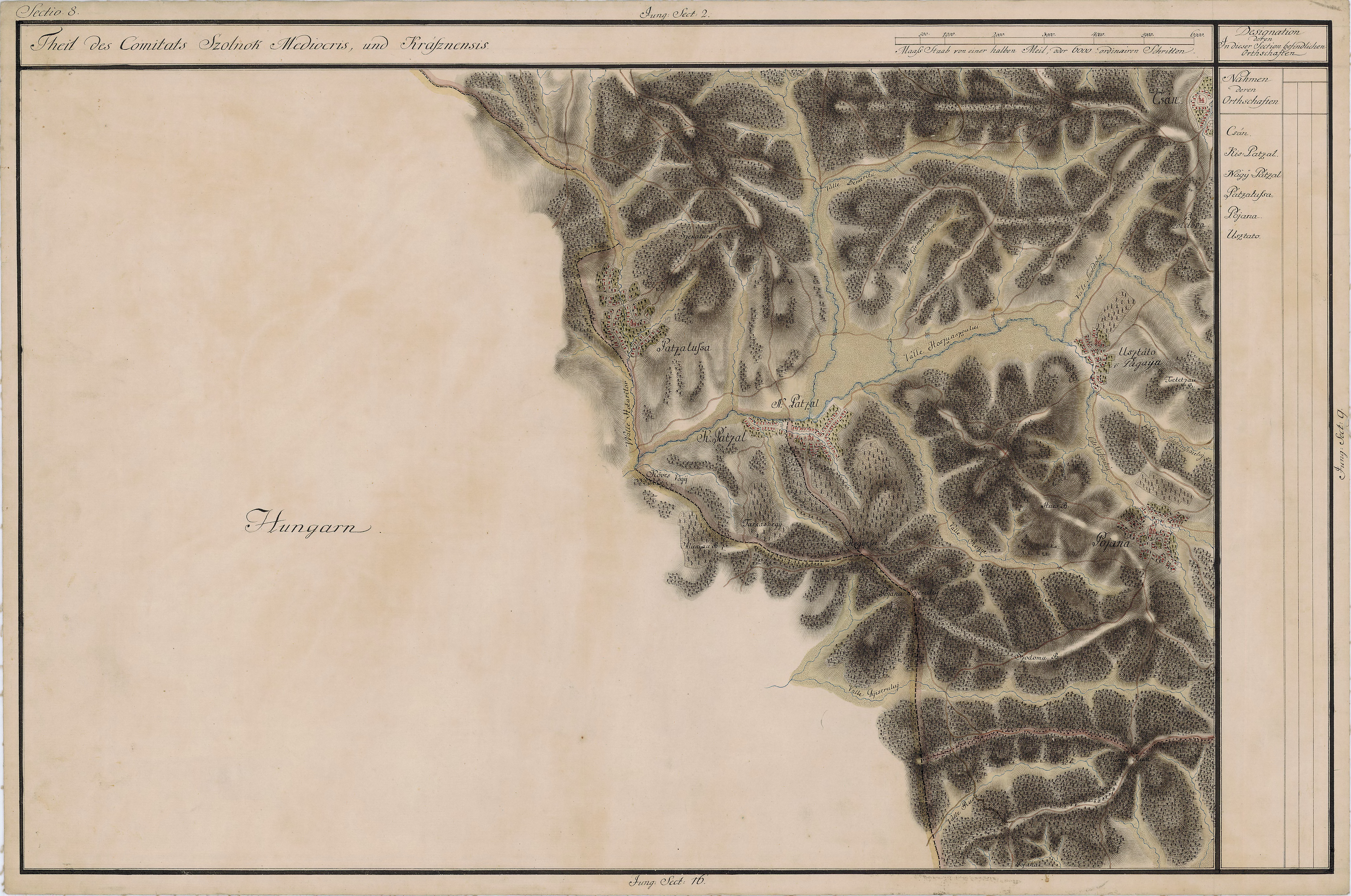
Cean în Harta Iosefină a Transilvaniei

 Acest articol despre o localitate din județul Satu Mare este deocamdată un ciot. Puteți ajuta Wikipedia prin completarea lui.